# Giovanni Caccia-Piatti
Pour les articles homonymes, voir Caccia et Piatti.
Giovanni Caccia-Piatti, né le 8 mars 1751 à Novare au Piémont, et mort le 15 septembre 1833 à Novare, est un cardinal italien du XIXe siècle. 

## Biographie
Giovanni Caccia-Piatti exerce diverses fonctions au sein de la Curie romaine, notamment auprès Tribunal suprême de la Signature apostolique, au Sainte Consulta et à la chambre apostolique. Le pape Pie VII le crée cardinal lors du consistoire du 8 mars 1816. Il participe au  conclave de 1823, lors duquel Léon XII est élu pape et au conclave de 1829 (élection de Pie VIII) mais ne participe pas au conclave de 1830-1831 (élection de Grégoire XVI). Le cardinal Caccia-Piatti est camerlingue du Collège des cardinaux entre 1823 et 1825 et devient préfet du Tribunal suprême de la Signature apostolique. 

### Source
- Fiche du cardinal Giovanni Caccia-Piatti sur le site fiu.edu